# Tulsîdâs
Goswami Tulsîdâs (vers 1532 - 1623 ; en hindi : तुलसीदास) est un poète et philosophe indien, principalement connu pour son Ramcharitmanas (« Lac des légendes de  Rāma »), qui est une version du Ramayana qu'il a composée en langue awadhi. Tulsîdâs un des plus grands poètes d'expression hindie de la littérature religieuse indienne classique. On considère souvent qu'il est à la langue hindi ce que Molière est au français ou Shakespeare à l'anglais.

## Biographie
On sait peu de choses de la vie de Tulsîdâs. Son nom signifie « serviteur ou dévot (dâs) du Tulsî », qui est une variété de basilic (Ocimum tenuiflorum) ; cette variété est sacrée en Inde car le Tulsî est censé être l'épouse de Vishnou. Et chaque année on célèbre l'union de Vishnou et de plante Tulsî .
Né probablement à Ayodhya, la cité d'où Râma serait originaire, en 1532 et mort en 1623 (dates les plus probables), il était sans doute membre d'une famille de brahmanes orthodoxes, qu'il semble avoir quittée assez tôt pour embrasser l'état de moine errant, laissant derrière lui sa femme et ses enfants. Il parcourait les routes, mendiant sa nourriture et chantant les louanges de Râm (septième avatar de Vishnou), mais menant une vie misérable — une situation qu'il évoque parfois dans ses écrits. 
Tulsîdâs vit à l'époque de la grandeur de la dynastie moghole, avec Akbar et Jahanghir, qui correspond à l'apogée de la littérature hindi classique. Il est le contemporain de Sûr-Dâs, célèbre pour ses hymnes à Krishna en langue braj. Tulsi a d'ailleurs aussi écrit des ouvrages en braj, mais pour composer son chef d’œuvre qui conte la geste de Râm, le Ramcharitmanas (aussi appelé le « Ramayan hindi »), il s'est tourné vers un autre dialecte littéraire hindi, l'awadhi, qui est la langue du pays d'Avadh (Ayodhyâ), celle-là même donc du pays qui vu naître et grandir Râma.

## Redécouverte de Tulsidas
Un jésuite belge missionnaire en Inde, Camille Bulcke (1909-1982), a beaucoup contribué à faire redécouvrir la dimension spirituelle des œuvres de Tulsîdas, notamment dans son livre autobiographique The faith of a Christian: devotion to Hindi and Tulsi.

#### Traductions
- Le Ramayan de Tulsi-Das  (trad. de l'hindi et commentaires par Charlotte Vaudeville (en), morceaux choisis), Paris, Les Belles Lettres, coll. « UNESCO d’œuvres représentatives / Série indienne », 1977, 211 p.
- Le lac spirituel. Traduction française de l'Ayodhyākāṇḍa du Rāmāyaṇa de Tulsī-Dās  (Traduction, introduction et notes de Charlotte Vaudeville), Paris, A. Maisonneuve, 1955, XXIX, 157Traduction du livre II du Rāmāyaṇa
- (en) Tulsī Dās (a transl. of Vinaya-patrikā with introduction, notes and glossary by F. R. Allchín), The Petition to Rām : hindi devotional hymns of the seventheenth century, Londres, Allen and Unwin, 1966, 335 p.

#### Études
- Françoise Mallison, « Tulsî-Dâs et le Ramayana hindi », dans Pierre-Sylvain Filliozat, Dictionnaire des littératures de l'Inde, Paris, PUF, coll. « Quadrige », 2001 (1re éd. 1994), 379 p. (ISBN 978-2-130-52135-8), p. 343-344
- Charlotte Vaudeville, « Introduction, glossaire et notes », dans Le Ramayan de Tulsi-Das, Paris, Belles Lettres, coll. « UNESCO d’œuvres représentatives / Série indienne », 1977, 211 p., p. 1-23 ; 189-211 et passim